# 八坊十三巷80号院
八坊十三巷80号院，位于中国甘肃省临夏回族自治州临夏市八坊街道前河沿社区大旮巷80号，2016年6月21日公布为第八批甘肃省文物保护单位，类型为近现代重要史迹及代表性建筑。
八坊十三巷80号院建于民国时期，包括正院、车马院以及后花园三个院落，是八坊十三巷中回族民居的代表性建筑之一。